# Epicephala sphenitis
Epicephala sphenitis là một loài bướm đêm thuộc họ Gracillariidae. Loài này có ở Ấn Độ (Bihar).
Ấu trùng ăn Breynia rhamnoides và Breynia vitis-idaea. Chúng có thể ăn lá nơi chúng làm tổ.